# Нойвид (район)
Нойвид (нем. Neuwied) — земельный район в Германии. Центр района — город Нойвид. Район входит в землю Рейнланд-Пфальц. Занимает площадь 626,79 км². Население — 185 307 чел. Плотность населения — 296 человек/км².
Официальный код района — 07 1 38.
Район подразделяется на 62 общины.

## Города и общины
1. Нойвид (66 455)

Управление Асбах
1. Асбах (7 006)
2. Бухгольц (4 694)
3. Нойштадт (6 531)
4. Виндхаген (4 346)

Управление Бад-Хённинген
1. Бад-Хённинген (5 724)
2. Хаммерштайн (358)
3. Лойтесдорф (1 914)
4. Рейнброль (3 999)

Управление Дирдорф
1. Дирдорф (5 996)
2. Гросмайшайд (2 493)
3. Изенбург (670)
4. Клайнмайшайд (1 323)
5. Мариенхаузен (478)
6. Штебах (337)

Управление Линц-на-Рейне
1. Даттенберг (1 595)
2. Касбах-Оленберг (1 421)
3. Лойбсдорф (1 711)
4. Линц-на-Рейне (6 016)
5. Оккенфельс (1 113)
6. Санкт-Катаринен (3 567)
7. Феттельшос (3 415)

Управление Пудербах
1. Дернбах (1 051)
2. Дёттесфельд (691)
3. Дюрхольц (1 317)
4. Ханрот (657)
5. Харшбах (428)
6. Линкенбах (477)
7. Нидерхофен (342)
8. Нидервамбах (536)
9. Обердрайс (916)
10. Пудербах (2 300)
11. Ратцерт (245)
12. Раубах (1 963)
13. Роденбах-Пудербах (660)
14. Штаймель (1 288)
15. Урбах (1 595)
16. Вольдерт (638)

Управление Ренгсдорф
1. Анхаузен (1 353)
2. Бонефельд (988)
3. Эльшайд (1 263)
4. Хардерт (857)
5. Хюммерих (764)
6. Куртшайд (967)
7. Майнборн (496)
8. Мельсбах (2 124)
9. Оберхоннефельд-Гиренд (1 003)
10. Оберраден (671)
11. Ренгсдорф (2 622)
12. Рюшайд (795)
13. Штрассенхаус (1 958)
14. Тальхаузен (747)

Управление Ункель
1. Брухгаузен (946)
2. Эрпель (2 606)
3. Рейнбрайтбах (4 602)
4. Ункель (4 979)

Управление Вальдбрайтбах
1. Брайтшайд (2 276)
2. Датцерот (246)
3. Хаузен (1 949)
4. Нидербрайтбах (1 493)
5. Росбах (1 503)
6. Вальдбрайтбах (1 990)